# Phyllophaga saylori
Phyllophaga saylori är en skalbaggsart som beskrevs av Ivan T. Sanderson 1965. Phyllophaga saylori ingår i släktet Phyllophaga och familjen Melolonthidae. Inga underarter finns listade i Catalogue of Life.